# Flughafen Ostrava

i7
i11
i13
Der Flughafen Ostrava Leoš Janáček (tschechisch Letiště Leoše Janáčka Ostrava, englisch Ostrava Leos Janacek Airport, IATA-Code: OSR, ICAO-Code: LKMT) ist ein Regionalflughafen in Mošnov, 20 km südwestlich von Ostrava, der drittgrößten Stadt Tschechiens.

## Lage und Verkehrsanbindung
Der Flughafen liegt etwa 20 Kilometer südwestlich vom Stadtzentrum Ostravas auf dem Gebiet der Gemeinde Mošnov. Die Anschlussstelle 336 der Dálnice 1 befindet sich etwa 8 Kilometer nordwestlich. Ca. 6 Kilometer südlich des Flughafens befindet sich eine Anschlussstelle der Dálnice 48, deren Trasse auch Teil der E 462 ist.
Der Flughafen ist durch die Buslinien 820 150, 880 670 und 910 333 mit Ostrava verbunden. Außerdem verfügt der Flughafen über einen Kopfbahnhof an der Bahnstrecke Sedlnice–Mošnov, welche wiederum von der Bahnstrecke Studénka–Veřovice abzweigt. Der Bahnhof wird ausschließlich von der Esko-Linie S4 bedient, die über Ostrava nach Mosty u Jablunkova verkehrt.

## Geschichte
1939 wurde der Flughafen von der Luftwaffe als Militärflugplatz angelegt, um den Überfall auf Polen vorzubereiten. Nach der Kapitulation der Wehrmacht am 5. Mai 1945 wurde der Flugplatz noch kurz von der ersten tschechoslowakischen Fliegerdivision benutzt. Danach wurde der Flugbetrieb eingestellt und das Land wieder für die Landwirtschaft genutzt.
1956 begannen auf dem gleichen Stück Land die Bauarbeiten für einen neuen Flughafen. Bei diesem hatte die militärische Nutzung von Anfang an die oberste Priorität. Der Zivilbetrieb begann offiziell am 16. Oktober 1959 mit der Landung einer Tupolew Tu-104 A der ČSA. Gleichzeitig wurde der Flugbetrieb auf dem Flughafen Ostrava-Hrabůvka eingestellt, da dieser eine ungünstige Lage inmitten der Agglomeration der Stadt hatte.
Auf dem neuen Flughafen fanden vor allem Flüge innerhalb der Tschechoslowakei statt, Auslandsflüge waren die Ausnahme. In den 60er und 70er Jahren gab es auch einen Aero-Taxidienst.
Seit 1989 wird er als Passagier- und Frachtflughafen genutzt. 1993 wurde die militärische Sektion geschlossen und die Verantwortlichkeit ging an die staatliche Flughafenverwaltung über. Am 1. Juli 2004 wurde die Verantwortlichkeit auf die Mährisch-Schlesische Region übertragen und die Aktiengesellschaft Letiště Ostrava a. s. gegründet, die seitdem als Betreiber fungiert. 2006 wurde der zuvor Ostrava-Mošnov International Airport genannte Flughafen dem Komponisten Leoš Janáček gewidmet. Im selben Jahr wurde ein neues Abfertigungsterminal eröffnet.
Aufgrund seiner Entfernung zur städtischen Agglomeration Ostravas besteht weder ein Nachtflugverbot noch anderweitige Lärmrestriktionen. Der Flughafen ist vom 1. Juni bis 30. September eines Jahres jeweils 24 Stunden lang geöffnet, in der restlichen Jahreszeit von 5:00 bis 21:00 Uhr. Der Flughafen ist allwettertauglich nach ILS CAT II/III.
Seit 2003 ist der Flughafen Austragungsort der jährlichen NATO-Tage in Ostrava sowie der seit 2010 parallel veranstalteten Tage der Luftwaffe der Armee der Tschechischen Republik.
Im Jahr 2014 erhielt der Flughafen eine Eisenbahnanbindung über die neu errichtete Bahnstrecke Sedlnice–Mošnov.

## Flughafenanlagen

### Start- und Landebahn
Der Flughafen Ostrava verfügt über eine Start- und Landebahn mit der Kennung 04/22. Diese ist 3500 Meter lang und 63 Meter breit. Sie verfügt über einen Belag aus Beton. Die Landebahn 22 ist mit einem CAT IIIb-Instrumentenlandesystem ausgestattet.

### Flughafenterminal
Der Flughafen verfügt über ein Passagierterminal. Im Erdgeschoss befinden sich vier Flugsteige mit den Bezeichnungen A1 bis A4, im ersten Stock befinden sich drei weitere Flugsteige mit den Bezeichnungen B1 bis B3.

### Sonstige Einrichtungen
Der Flughafen Ostrava verfügt über ein Frachtterminal mit einer Fläche von 11.000 Quadratmetern.
Am Flughafen ist das Wartungsunternehmen Job Air Technic ansässig, welches über mehrere Hangars verfügt.

## Fluggesellschaften und Ziele
Der Flughafen ist Sitz der LR Airlines.
Es werden saisonal Flüge zu Urlaubszielen, insbesondere am Mittelmeer, angeboten.

## Verkehrszahlen
| Jahr | Passagiere | Flugbewegungen | Luftfracht (t) |
| ---- | ---------- | -------------- | -------------- |
| 2024 | 493.000    |                |                |
| 2023 | 342.932    | 23.011         | 14.123         |
| 2022 | 286.393    | 20.939         | 15.490         |
| 2021 | 137.558    | 21.442         | 18.225         |
| 2020 | 37.709     | 18.927         | 14.228         |
| 2019 | 323.320    | 24.560         | 8.392          |
| 2018 | 377.936    | 23.942         | 5.448          |
| 2017 | 324.116    | 20.639         | 5.363          |
| 2016 | 258.223    | 20.746         | 4.152          |
| 2015 | 308.933    | 19.002         | 6.469          |
| 2014 | 297.691    | 15.069         | 5.180          |
| 2013 | 259.167    | 14.889         | 3.884          |
| 2012 | 288.393    | 14.485         | 2.584          |
| 2011 | 273.563    | 15.243         | 1.768          |
| 2010 | 279.973    | 14.319         | 1.927          |
| 2009 | 307.130    | 16.152         | 1.736          |
| 2008 | 353.737    | 17.167         | 1.652          |
| 2007 | 332.266    | 15.944         | 2.009          |
| 2006 | 300.735    | 16.096         | 2.043          |
| 2005 | 265.864    | 16.306         | 1.639          |
| 2004 | 216.259    | -              | 1.526          |
| 2003 | 197.439    | 9.182          | 1.291          |
| 2002 | 152.380    | 7.858          | 1.574          |
| 2001 | 124.183    | 6.397          | 1.063          |
| 2000 | 115.363    | 5.636          | -              |
| 1999 | 110.041    | 5.877          | -              |
| 1998 | 93.775     | 5.914          | -              |
| 1997 | 129.275    | 6.486          | -              |
| 1996 | 123.371    | 7.759          | -              |
| 1995 | 109.084    | 8.322          | -              |
| 1994 | 61.740     | 4.009          | -              |
| 1993 | 47.661     | 3.969          | -              |
| 1992 | 36.671     | 3.043          | -              |
| 1991 | 40.057     | 4.257          | -              |

1. ↑  Passagierzahlen bis 1999 und Flugbewegungen bis 2003 laut Czech Airports Authority, die Behörde gibt bei den Passagierzahlen für 2000 und 2005 abweichende Zahlen an.